# Stichts Loenen
Pour les articles homonymes, voir Loenen.
Stichts Loenen est une ancienne commune néerlandaise de la province de la Hollande-Septentrionale.
Du 1er janvier 1812 au 1er mai 1817, la commune était déjà regroupée avec Loenen-Kronenburg pour former la première commune de Loenen, qui n'a existé que 5 ans. Vers le 1er janvier 1820, les deux communes fusionnent définitivement ; la nouvelle commune Loenen est entièrement située en province d'Utrecht.
Le 1er janvier 1818, les communes de Loenersloot et de Ruwiel sont créées par démembrement de la commune de Stichts Loenen.